# Пол Левінсон
Пол Левінсон (англ. Paul Levinson; нар. 25 березня 1947, Нью-Йорк) — американський письменник і професор комунікацій та медіазнавства.

## Біографія
Народився 25 березня 1947 року в Бронксі, Нью-Йорк. 1960 року вступив до Сіті Коледж; ступінь бакалавра журналістики отримав 1975 у Нью-Йоркському університеті, а 1976 року закінчив магістратуру в Новій школі, де вивчав медіазнавство. Свою докторську дисертацію захистив 1979 року в Нью-Йоркському університеті.
Серед науково-фантастичних творів письменника: трилогія про детектива Філа Д'Амато («Шовковий код», «Підсвідома чума» та «Око-піксель»), роман «Привласнені хвилі» про подорож до Альфа Центаври, трилогії про Сіерру Вотерс та подорожі у часі («План порятунку Сократа», «Александрія, що не згоріла» та «Хроніка»). Пол Левінсон також є автором понад тридцяти науково-фантастичних оповідань.
Є автором ряду нехудожніх книг. У «Новій новій медіа», зокрема, він розглядає «нові нові» види комунікації, як-от: блоггінг, твіттер, ютюб.
Лауреат багатьох престижних літературних премій: «Г'юго», «Локус», «Прометей» тощо.
Частий гість на телебаченні та радіо.